# Lambda Aquarii
Lambda Aquarii (λ Aqr) – gwiazda w gwiazdozbiorze Wodnika, znajdująca się w odległości około 385 lat świetlnych od Słońca.

## Nazwa
Tradycyjna nazwa gwiazdy, Hydor, wywodzi się od stgr. Ὕδωρ, co oznacza „woda” i odnosi do jej położenia na wyobrażonym ugięciu strumienia wody wylewanej z dzbana przez Wodnika. Nazwa została przypisana przez Bayera tej gwieździe, ale pierwotnie odnosiła się do całej grupy gwiazd tworzących strumień.

## Charakterystyka
Jest to czerwony olbrzym należący do typu widmowego M. Znajduje się o mniej niż stopień od ekliptyki i jest zakrywana przez Księżyc. Pomiar jej średnicy kątowej jest możliwy zarówno dzięki temu zjawisku, jak i interferometrii. Ma ona promień 123 razy większy od Słońca, jest od niego znacznie chłodniejsza (3555 K). Ma ona masę trzykrotnie większą niż Słońce i kończy życie, zwiększając jasność po zakończeniu syntezy helu w węgiel i tlen. Jest to gwiazda zmienna nieregularna, której obserwowana wielkość gwiazdowa zmienia się od 3,70 do 3,80m. Rozpoczęła ona życie 440 milionów lat temu jako błękitna gwiazda typu widmowego B, a zakończy je odrzuciwszy otoczkę jako biały karzeł.